# Taco (Musiker)

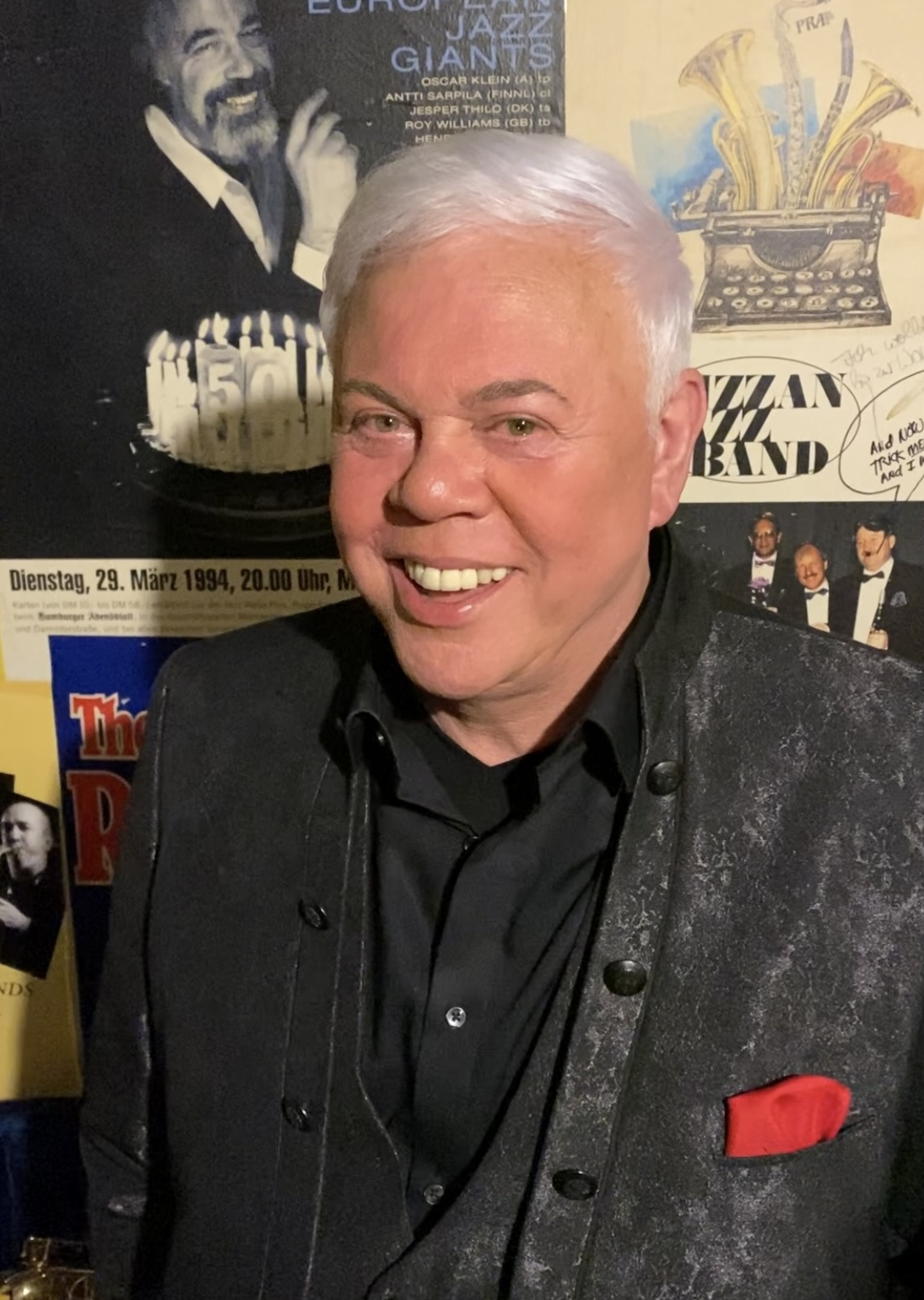
Taco Ockerse in Hamburg (2024)

Taco Ockerse (* 21. Juli 1955 in Jakarta) ist ein niederländischer Popsänger, der durch seine Coverversion des Irving-Berlin-Hits Puttin’ on the Ritz bekannt geworden ist.

## Persönliches
Ockerse hat niederländische Eltern und wuchs in den Niederlanden, den USA, Singapur, Luxemburg, Deutschland und Belgien auf, wo er 1973 in Brüssel seinen Schulabschluss machte. Danach studierte er Innenarchitektur und schloss die Schauspielschule in Hamburg ab.

## Karriere

### Beginn
Ab 1975 war Taco Ensemblemitglied im Thalia Theater (Hamburg). 1979 spielte er in Leonard Bernsteins West Side Story den Chino unter John Neumeier. Ende 1979 gründete er seine eigene Band unter dem Namen Taco’s Bizz und ging auf Tournee. 1981 erhielt er bei Polydor seinen ersten Plattenvertrag. Ebenfalls 1981 nahm er mit dem Titel Träume brauchen Zeit an der deutschen Vorentscheidung zum Eurovision Song Contest teil, wo er den 12. Platz belegte.

### 1982–1984: Die Jahre bei RCA
Im September 1982 wechselte Taco zu RCA Records und nahm zusammen mit Produzent David Parker in den Hamburger Peer-Studios die Single Puttin’ on the Ritz auf. Eine erste Tournee unter der neuen Stilvorgabe (durch Fred Astaire inspirierte Step-Dance-Routinen, Auftritt in Abendgarderobe) durch Schweden folgte. Taco verursachte Kontroversität, als er im zugehörigen Video schwarz angemalte Tänzer verwendete.
Für die Single erhielt er die erste Platin-Schallplatte in Kanada. Die LP After Eight wurde fertiggestellt und veröffentlicht. Im Jahr darauf begannen die Europatournee und Promotionskampagnen Erfolg zu zeigen: Platin in Kanada, Gewinn der Goldenen Europa, Tournee durch die USA, aber auch Auftritte wie in der deutschen Fernsehspielshow Die Montagsmaler (ARD) am 19. April 1983. Im Frühjahr 1984 erreichte Puttin’ on the Ritz Platz 4 der US-Billboard-Charts. Die Folgesingles Singin’ in the Rain und Cheek to Cheek erreichten keinen derart großen Erfolg.
1984 nahm Taco mit Parker in Hamburg die Folge-LP Let’s Face the Music auf. Es folgten TV-Auftritte, Tourneen durch Japan und die deutschsprachigen Länder. Auf dem Tokyo Music Festival gewann er den Best Singer Award. Da die LP/CD aber bei weitem nicht den Erfolg des Debüts wiederholen konnte, wurde der Vertrag bei RCA nicht verlängert.

### 1985–1986: Rückkehr zu Polydor
1985 kehrte Taco zu Polydor zurück: Die Idee, Coverversionen bekannter Swing-Ära-Songs aufzulegen, wurde noch einmal verfolgt, diesmal allerdings mit Big Band statt Synthesizern. Das Ergebnis war Swing Classics – In the Mood for Glenn Miller; zwei weitere Singles im Herbst, Heartbreak City und Superphysical Resurrection, kündigten dann einen Stilschwenk an. 1986 kam das Album Tell Me That You Like It heraus, in dem neben Popnummern eine Betonung auf brasilianischem Samba und Jorge Ben Jors Samba-/Bossa-Nova-Sound lag, den er teilweise auf Portugiesisch interpretierte (Mas que nada, Chove Chuva).

### Spätere Karriere
Nach einem erneuten Labelwechsel erschienen die Single Got to Be Your Lover und die CD Love Touch. Der nachlassende Erfolg ließ Taco wieder zur Schauspielerei wechseln. In den folgenden Jahren war er in der Fernsehserie Das Erbe der Guldenburgs und in Detlev Bucks Film Karniggels zu sehen.
Zur Filmmusik von Go Trabi Go steuerte er einen Song bei. 1992 war er wieder bei Polydor, Tico Tico erschien. 1994 spielte er die Hauptrolle im Musical Shakespeare Rock ’n’ Roll, 1998 im Berliner Metropol-Theater die Hauptrolle im Musical Yesterday und veröffentlichte parallel dazu eine CD. In den späten 1990er-Jahren arbeitete er mit Ex-Kin-Ping-Meh-Sänger Geff Harrison zusammen.
Am 11. Oktober 2009 filmte das russische Fernsehen das Programm Hits des 20. Jahrhunderts. Taco sang Puttin’ on the Ritz in der Folge über die 1930er Jahre. Die Show wurde im Januar 2010 ausgestrahlt. Am 27. November 2009 trat er mit Puttin’ on the Ritz im Olympiastadion in Moskau auf. Darüber hinaus war er Stargast in der Neujahrsshow 2009 des russischen Fernsehens.
Im Juli 2010 veröffentlichte Cleopatra Records, Los Angeles, eine völlig neue Aufnahme von Puttin’ on the Ritz. Tacos Gesang wurde in Deutschland aufgenommen, während die Backing Tracks von Top-Studiomusikern in Los Angeles eingespielt wurden.
Am 1. März 2011 erschien der neue Song Timeless Love, der von Edgar Rothermich und von Matthias Muentefering Ende der 1980er-Jahre geschrieben und produziert wurde. Diese Studioaufnahme, die Taco als Duett mit der Sängerin Rozaa Wortham in Berlin aufnahm, wurde 2010 in den USA als Remix neu bearbeitet und ist jetzt mit der Erlaubnis von Taco als Download erhältlich.
Am 11. März 2011 hatte Taco einen Auftritt mit Puttin’ on the Ritz in der Sendung Die ultimative Chartshow – Die erfolgreichsten Evergreens aller Zeiten auf RTL.
Er wohnt derzeit in Deutschland, wo er nach wie vor mit seiner Band und als Galakünstler auftritt.

## Diskografie

### Alben
- 1982: After Eight (Sweden: Puttin‘ on the Ritz!)
- 1984: Let’s Face the Music
- 1985: Swing Classics: In the Mood of Glenn Miller
- 1986: Tell Me That You Like It
- 1987: Taco
- 1990: 4 Tracks (Japan only)
- 2000: Soul Inspiration (Soul Brothers feat. Soul Explosion, with Geff Harrison)
- 2021: The Maxi Versions
- 2021: The Karaoke Album
- 2021: Live in Japan 1984
- 2021: The Ultimate Best Of
- 2022: Rarities Vol. 1
- 2022: After Eight (40th Anniversary Edition)
- 2023: Let's Face the Music (Deluxe Edition)
- 2023: Rarities Vol. 2

### Singles
- 1981: Träume brauchen Zeit
- 1981: Keiner gewinnt (Nobody Wins)
- 1982: Puttin’ on the Ritz
- 1983: Singin’ in the Rain
- 1983: Cheek to Cheek (Heaven)
- 1983: La vie en Rose (Japan only)
- 1983: You are my Lucky Star (Sweden only)
- 1983: Superphysical Resurrection
- 1984: Let’s Face the Music (And Dance)
- 1984: Winchester Cathedral (New Zealand only)
- 1984: Under my Tight Skin
- 1985: Heartbreak City
- 1985: You’re my Answer to it all
- 1988: Got to be your Lover
- 1989: Love Touch
- 1989: Puttin‘ on the Ritz (Special Remix '89)
- 1990: Lady of my Heart
- 1991: Tico Tico
- 1993: Ist am Ende das Ziel? / Glory of Love/ Est la Fin à la Fin? (Taron-X)
- 2000: Soul Inspiration (Soul Explosion feat. The Soul Brothers, with Geff Harrison)
- 2005: Puttin‘ on the Ritz 2005 (Jetbit vs. Taco)
- 2005: Puttin' on the Ritz reloaded 2005
- 2010: Puttin' on the Ritz
- 2010: Puttin' on the Ritz Remix
- 2011: Timeless Love (feat. Rozaa Wortham)
- 2017: Puttin' on the Ritz 2017 (Swing Remix feat. Fred Astaire)
- 2017: Puttin' on the Ritz (Pink Ribbon Mix)
- 2019: Puttin' on the Ritz (Disco Mix)
- 2020: Tonite
- 2020: (They long to be) Close to You
- 2021: Who‘s That at my Door?
- 2021: Married
- 2021: Sayonara ('Til we Meet Again)
- 2021: Swing Party
- 2021: Heavy Metal
- 2021: Far From my Homeland
- 2022: Hot Summer Jams
- 2022: I Wanna Dance
- 2022: Loonar Beat
- 2022: Sing, Baby, Sing
- 2022: Puttin' on the Ritz (40th Anniversary Edition)
- 2022: It's Snowing in my Heart (Bad Santa)
- 2023: Livin' in my Dreamworld (Bob Parr Remix)
- 2023: Puttin' on the Ritz (Sped-Up)
- 2023: X-Ray Eyes
- 2023: Let's Face the Music (And Dance) (Bob Parr 2023 Version)
- 2023: Taco's Charleston (Tony Catania 2023 Version)
- 2023: Tonite (Holland Mix)
- 2023: I'll Never Let You Go
- 2023: Hot Summer Jams (Disco Version)
- 2024: Bel Ami
- 2024: Bel Ami (A Swingin' Remix)
- 2024: Heaven Sent (Dancing Angels Version) (Duet with Maggie Reilly)
- 2024: Heaven Sent (Christmas Version) (Duet with Maggie Reilly)
- 2025: In this old Town / From here on it got Rough (Taco sings Hildegard Knef)

## Auszeichnungen für Musikverkäufe
| Goldene Schallplatte - Finnland - 1983: für das Album After Eight Platin-Schallplatte - Kanada - 1983: für das Album After Eight - 1983: für die Single Puttin’ on the Ritz - Neuseeland - 1984: für die Single Puttin’ on the Ritz |

Anmerkung: Auszeichnungen in Ländern aus den Charttabellen bzw. Chartboxen sind in ebendiesen zu finden.
| Land/RegionAuszeichnungen für Musikverkäufe (Land/Region, Auszeichnungen, Verkäufe, Quellen) | Gold     | Platin     | Verkäufe  | Quellen                   |
| -------------------------------------------------------------------------------------------- | -------- | ---------- | --------- | ------------------------- |
| Finnland (IFPI)                                                                              | Gold1    | —          | 25.000    | ifpi.fi                   |
| Kanada (MC)                                                                                  | —        | 2× Platin2 | 200.000   | musiccanada.com           |
| Neuseeland (RMNZ)                                                                            | —        | Platin1    | 20.000    | aotearoamusiccharts.co.nz |
| Vereinigte Staaten (RIAA)                                                                    | Gold1    | —          | 1.000.000 | riaa.com                  |
| Insgesamt                                                                                    | 2× Gold2 | 3× Platin3 |           |                           |